# Manoel Carlos Karam
Manoel Carlos Karam (Rio do Sul, 25 de Abril de 1947 — Curitiba, 1 de dezembro de 2007) foi um escritor e jornalista brasileiro.
Escreveu e dirigiu vinte peças de teatro na década de 1970 e, a partir dos anos 1980, passou a dedicar-se aos livros, vencendo o Prêmio Cruz e Souza de Literatura, da Fundação Catarinense de Cultura, em 1995, com a obra Cebola.
Como jornalista, trabalhou na RPC TV, nos jornais O Estado do Paraná, Tribuna do Paraná e na prefeitura de Curitiba. Trabalhou também em campanhas políticas, como a do ex-governador Jaime Lerner.
Deixou crônicas inéditas, e outros textos a serem publicados. Em 2008 foi lançado Jornal da guerra contra os taedos. A obra Mesmas coisas, obra inacabada procura recursos para a sua edição, por meio de financiamento coletivo e deve ser publicada no primeiro semestre de 2018.
Viveu em Curitiba, no Paraná, desde 1966. No dia 2 de dezembro de 2008, a Casa da Leitura do Parque Barigui, mantida pela prefeitura de Curitiba, foi batizada com o nome do escritor. O espaço agora abriga a biblioteca particular de Manoel Carlos Karam, composta de mais de três mil volumes.

## Livros publicados
- Sexta-feira da semana passada, 1972
- Fontes murmurantes, Rio de Janeiro: Marco Zero, 1985
- O impostor no baile de máscaras, Porto Alegre: Artes&Ofícios, 1992
- Cebola, Florianópolis: FCC Edições, 1997
- Comendo bolacha maria no dia de são nunca, São Paulo: Ciência do Acidente, 1999
- Pescoço ladeado por parafusos, São Paulo: Ciência do Acidente, 2001
- Encrenca, Cotia SP: Ateliê Editorial; Curitiba PR: Imprensa Oficial do Paraná, 2002
- Sujeito oculto, São Paulo: Barcarolla, 2004
- Jornal da guerra contra os taedos, Curitiba: Kafka Edições, 2008 (http://kafkaedicoes.com.br)
- Algum tempo depois, Curitiba: Arte & Letra, 2014
- Um milhão de velas apagadas, Kafka Edições, 2015
- Godot é uma árvore, Kafka Edições, 2015